# Dorothy Blum

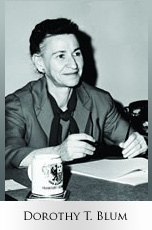

Dorothy „Dottie“ Toplitzky Blum, geboren als Dorothy Toplitzky  (geboren 21. Februar 1924 in New York City; gestorben Oktober 1980) war eine amerikanische Informatikerin und Kryptoanalytikerin. Sie arbeitete von 1944 bis zu ihrem Tod 1980 für die National Security Agency und ihre Vorgängerinstitutionen.

## Leben
Dorothy „Dottie“ Toplitzky wurde 1924 in New York City als Tochter österreichisch-ungarischer Einwanderer geboren. Nach ihrem Abschluss am Brooklyn College im Jahr 1944 trat sie der kryptologischen Abteilung der U.S. Army bei. Sie blieb auch nach dem Zweiten Weltkrieg in der Organisation, als diese zur United States Army Security Agency und später zur National Security Agency (NSA) wurde. Im Jahr 1950 heiratete sie den NSA-Mathematiker Joseph Blum, mit dem sie einen Sohn hatte.
In den 1950er Jahren arbeitete Blum in der internen Organisation der NSA mit dem Auftrag, „den neuesten Fortschritten auf dem Gebiet der Datenverarbeitung gerecht zu werden“, und empfahl Computertechnologien, die für die Kryptoanalyse und Fernmeldeaufklärung (communications intelligence, COMINT) angepasst werden könnten. Sie schrieb Computersoftware für die NSA und leitete die Bemühungen, NSA-Mitarbeitern das Schreiben von kryptoanalytischen Programmen beizubringen. Sie begann bereits drei Jahre vor deren offizieller Veröffentlichung 1957 die Programmiersprache Fortran zu verwenden.
In den 1960er und 1970er Jahren arbeitete Blum weiterhin auf dem Gebiet der Informatik und half, die Computersysteme der NSA zu entwerfen und Prozesse zu automatisieren. 1972 wurde sie Leiterin der Computer Operations Organization (C7) der NSA. Zu dieser Zeit war sie die einzige Frau in der gesamten Managementebene der NSA. 1977 wurde sie zur Leiterin der Plans and Projects Development Organization (T4) in der Telecommunication and Computer Services Organization ernannt. Sie beteiligte sich außerdem an der Gruppe Women in NSA (Frauen in der NSA, WIN).
Blum starb im Oktober 1980 im Alter von 56 Jahren an Krebs. Im Jahr 1983 erreichten die Women in NSA, dass eine interne Auszeichnung nach Blum benannt wurde, der Dorothy T. Blum Award for excellence in employee personal and professional development (Auszeichnung für herausragende Leistungen in der persönlichen und beruflichen Entwicklung der Mitarbeiter). Im Jahr 2004 wurde sie in die Hall of Honor der NSA aufgenommen. In einer offiziellen NSA-Biografie heißt es, dass Blum in ihrer 36-jährigen Karriere „die Art und Weise, wie NSA Kryptoanalysen durchführte, erheblich verändert hat“. Sie wurde zu einer der 100 „herausragendsten Frauen der Regierung“ gewählt.